# Oineus

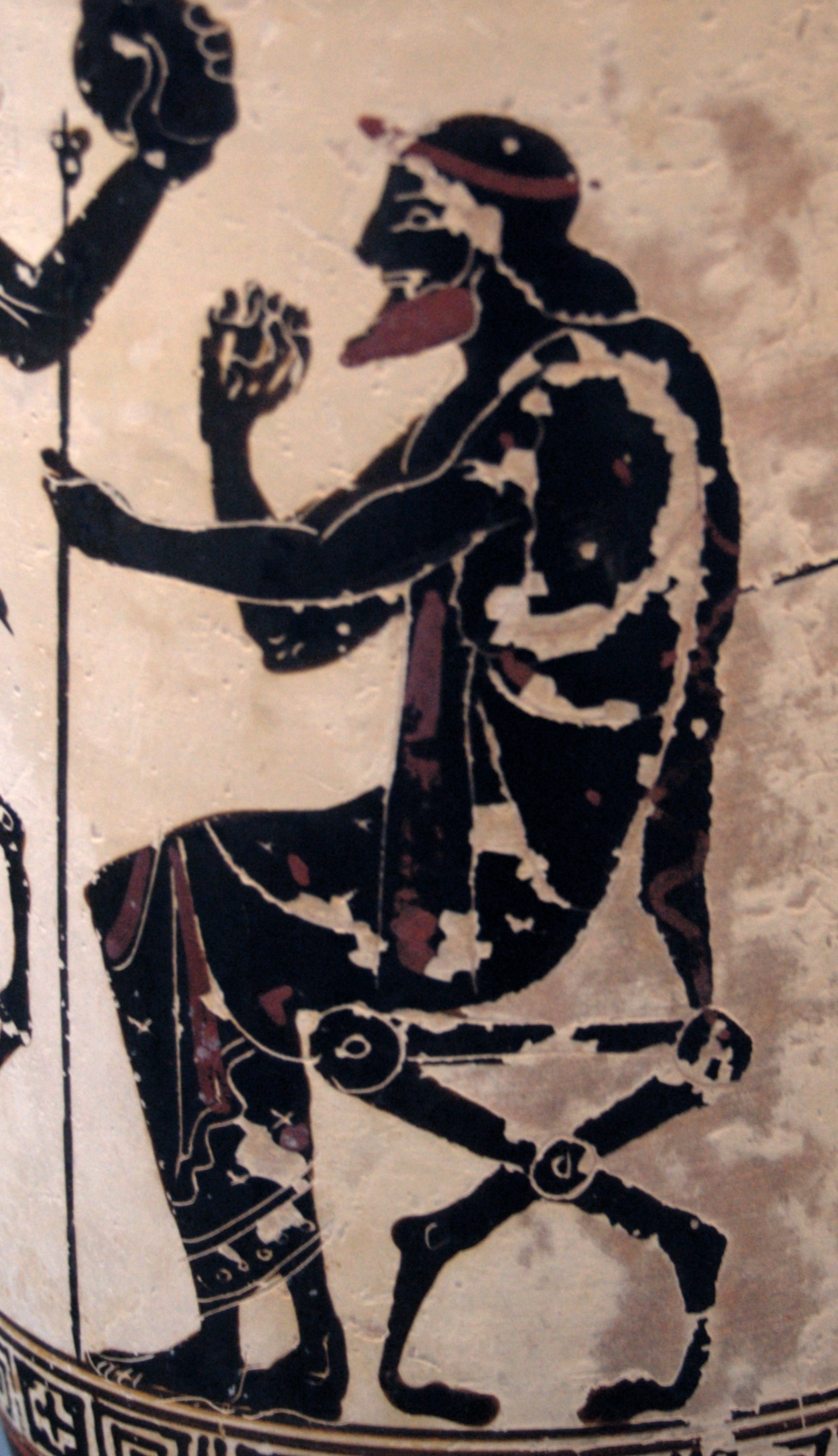
Oineus med mantel och spira, avbildad på en attisk lekythos från omkring 500 f.Kr.

Oineus (grekiska Οἰνεύς, latin Oeneus) var en forngrekisk sagokung i Kalydon i Aitolien, far till Meleagros, Tydeus och Deianeira.
En sägen om att han varit den förste som infört vinodlingen står antagligen i samband med hans namn, "vinman", av grekiskans oinos, 'vin'. Under Oineus livstid ägde den berömda jakten på det kalydoniska vildsvinet rum.